# 直立石龙尾
直立石龙尾（学名：Limnophila erecta）为玄参科石龙尾属下的一个种。

## 扩展阅读
- 維基物種上的相關：直立石龙尾